# Жолковская городская община
Жолковская городская общи́на (укр.  Жовківська міська громада) — территориальная община во Львовском районе Львовской области Украины.
Административный центр — город Жолква.
Население составляет 34 667 человек. Площадь — 454,4 км².

## Населённые пункты
В состав общины входит 1 город (Жолква) и 48 сёл:
- Беседы
- Блищиводы
- Боровые
- Великие Передремихи
- Видродження
- Воля-Высоцкая
- Вязова
- Галаси
- Глинск
- Горы
- Деревня
- Дерновка
- Диброва
- Заброд
- Завады
- Залозы
- Замочек
- Зиболки
- Казумин
- Козулька
- Копанка
- Крехов
- Кропы
- Крутая Долина
- Кулява
- Липники
- Любеля
- Майдан
- Малые Передремихи
- Мацошин
- Мокротин
- Нагорцы
- Новая Скварява
- Оплитна
- Папирня
- Поляни
- Руда
- Руда-Креховская
- Сарновка
- Сопошин
- Сороки
- Соснина
- Старая Скварява
- Тернов
- Туринка
- Фийна
- Чистополье
- Школяри